# 異雀六
天燕座δ，又名CP-78 1092，HD 145366、SAO 257380、HR 6020，是天燕座的一颗恒星，视星等为4.68，位于銀經312.42，銀緯-19.89，其B1900.0坐标为赤經16h 5m 23.5s，赤緯-78° -19.89′ 37″。
这是光学双星，星等分别为4.7及5.3等，距离地球760及610光年。